# (7947) Toland
(7947) Toland est un astéroïde de la ceinture principale.

## Description
(7947) Toland est un astéroïde de la ceinture principale. Il fut découvert le 30 janvier 1992 à La Silla par Eric Walter Elst. Il fut nommé en honneur de John Toland, un philosophe et libre'penseur. Il présente une orbite caractérisée par un demi-grand axe de 2,23 UA, une excentricité de 0,08 et une inclinaison de 5,2° par rapport à l'écliptique.

## Compléments